# Lisken Malmqvist
Anna Elisabeth "Lisken" Malmqvist, född Sondén 1794 i Landeryds församling, Östergötland, död 1891, var en svensk författare. Hon var dotter till kyrkoherden Johan Adolf Sondén och Anna Katarina Kernell. 1819 gifte hon sig med bruksinspektorn David Malmqvist. Mot slutet av sin levnad, 1890, gav hon ut Gummans leksaker. Minnen från en nära hundraårig lefnad. I författarinnans 96:e lefnadsår utg. af och för hennes slägt., tryckt i Stockholm och utgiven av Per Sondén.